# Eschen
Eschen er en kommune nord i Liechtenstein. Den har 4.012 indbyggere (2005) og dækker et areal på 10,3 km². Den er den fjerdestørste kommune i Liechtenstein.

## Eksterne links
- Officielle hjemmeside Arkiveret 10. oktober 2009 hos  Wayback Machine

47°13′N 9°31′Ø / 47.217°N 9.517°Ø
- Wikimedia Commons har flere filer relateret til Eschen